# دادگاه نورنبرگ (فیلم)
دادگاه نورنبرگ (انگلیسی: Nuremberg Trials) فیلمی در ژانر مستند است که در سال ۱۹۴۷ منتشر شد.